# Pherbellia kivuana
Pherbellia kivuana är en tvåvingeart som först beskrevs av Verbeke 1950.  Pherbellia kivuana ingår i släktet Pherbellia och familjen kärrflugor. Inga underarter finns listade i Catalogue of Life.